# Превале
Превале (итал. Prevalle) је насеље у Италији у округу Бреша, региону Ломбардија.
Према процени из 2011. у насељу је живело 6476 становника. Насеље се налази на надморској висини од 192 м.

## Становништво
Према резултатима пописа становништва 2011. у општини је живело 6.816 становника.
| 1951. | 1961. | 1971. | 1981. | 1991. | 2001. | 2011. |
| ----- | ----- | ----- | ----- | ----- | ----- | ----- |
| 2.979 | 3.001 | 3.409 | 4.014 | 4.354 | 5.099 | 6.816 |